# ۲۵۸ (میلادی)
۲۵۸ (میلادی) دویست و پنجاه و هشتمین سال تقویم میلادی است.

## درگذشتگان
‎